# Yasuoka
Yasuoka (泰阜村 Yasuoka-mura?) es una villa en la prefectura de Nagano, Japón, localizada en la parte central de la isla de Honshū, en la región de Chūbu. El 1 de marzo de 2021 tenía una población estimada de 1542 habitantes y una densidad de población de 24 personas por km².

## Geografía
Yasuoka se encuentra en el sur de la prefectura de Nagano. El río Tenryū atraviesa la parte norte de la villa.

## Historia
El área de la actual Yasuoka era parte de la antigua provincia de Shinano. La villa de Yasuoka se estableció el 1 de abril de 1889. A fines de la década de 1930, un gran número de habitantes de Yasuoka se establecieron en Manchukuo.

## Demografía
Según los datos del censo japonés, la población de Yasuoka ha disminuido severamente en los últimos años.
| Gráfica de evolución demográfica de Yasuoka entre 1940 y 2015 |
|                                                               |
| Oficina de Estadísticas de Japón                              |